# Liste der Naturdenkmale in Zschorlau
Die Liste der Naturdenkmale in Zschorlau nennt die Naturdenkmale in Zschorlau im sächsischen Erzgebirgskreis.

## Definition
„Naturdenkmäler sind rechtsverbindlich festgesetzte Einzelschöpfungen der Natur oder entsprechende Flächen bis zu fünf Hektar, deren besonderer Schutz erforderlich ist
1. aus wissenschaftlichen, naturgeschichtlichen oder landeskundlichen Gründen oder
2. wegen ihrer Seltenheit, Eigenart oder Schönheit.“

„§ 18 – Naturdenkmäler – (zu § 28 BNatSchG)
(1) Die Erklärung nach § 22 Abs. 1 BNatSchG von Teilen von Natur und Landschaft als Naturdenkmal erfolgt durch Rechtsverordnung oder Einzelanordnung.
(2) Über § 28 Abs. 1 BNatSchG hinaus können Naturdenkmäler zur Sicherung von Lebensgemeinschaften oder Lebensstätten von im Bestand gefährdeten oder streng geschützten Arten festgesetzt werden.“

## Liste
Link zu einem Kartenansichtstool, um Koordinaten zu setzen.
| Bild                          | Bezeichnung                  | Lage                                         | Beschreibung         | Datum                                                       | Nummer     |
| ----------------------------- | ---------------------------- | -------------------------------------------- | -------------------- | ----------------------------------------------------------- | ---------- |
| BW                            | Brutgebiet Stollteich        | Albernau (50° 32′ 46,3″ N, 12° 38′ 48,6″ O)  | Fläche: ca. 27674 m² | Beschluss des Rates des Kreises Aue Nr. 35 vom 03.05.1990   | 364.23-260 |
| mehr Fotos \| Fotos hochladen | Hoher Felsen, genannt Kanzel | Albernau (50° 32′ 41,7″ N, 12° 39′ 22,5″ O)  | Fläche: ca. 2357 m²  | Beschluss des Rates des Kreises Aue Nr. 142 vom 04.12.1975  | 364.23.263 |
| mehr Fotos \| Fotos hochladen | Seifenbach                   | Zschorlau (50° 33′ 20,3″ N, 12° 37′ 46,2″ O) | Fläche: ca. 24370 m² | Verordnung des Landkreises Aue-Schwarzenberg vom 16.07.1998 | 364.23-261 |
| mehr Fotos \| Fotos hochladen | Türkschachthalde             | Zschorlau (50° 34′ 29,6″ N, 12° 38′ 52,7″ O) | Fläche: ca. 32563 m² | Verordnung des Landratsamtes Aue vom 30.08.1993             | 364.23-262 |